# Banicoara
Banicoara (em francês: Banikoara) é uma cidade localizada no departamento Alibori do Benim. Em 2013, sua população era de 246575 pessoas..	